# Теория минимальных эффектов
«Теория минимальных эффектов» (англ. limited-effects theory) — теория массовой коммуникации, основанная на утверждении, что сообщения, передаваемые через средства массовой информации во время предвыборной гонки, не способны в полной мере влиять на мнение избирателей. Согласно теории, такие факторы как принадлежность к партии, религиозные ориентиры и принадлежность к определенному социальному слою имеют большее влияние на процесс принятия политических решений.

## История создания теории
«Теория минимальных эффектов» была выдвинута американским социологом Полом Лазарсфельдом в 1940-х годах.
Главной целью учёных было определить, каким путем информация достигает свою аудиторию. Результаты эмпирических исследований общественного мнения, проведенных в округе Эри, штат Огайо, и городе Элмира, Нью-Йорк, во время предвыборной гонки Франклина Рузвельта,Лазарсфельд впервые опубликовал в 1948 году в своей книге The People’s Choice.
Исследования показали, что во время принятия политических решений многие люди склонны больше доверять своим родным и друзьям, нежели сообщениям СМИ,на процесс принятия политических решений их аудиторией. Дальнейшие действия показали, что избиратели, не имеющие в сентябре 1940 года стойкой симпатии к тому или иному кандидату, показали тенденцию отдавать голоса тем кандидатам, за которых голосовали их друзья и коллеги.
«Теория минимальных эффектов» легла в основу разработанной Лазарсфельдом модели двухступенчатого потока информации.